# سفارة ألبانيا لدى السعودية
سفارة ألبانيا لدى السعودية هي الممثلية الدبلوماسية العليا لدولة ألبانيا لدى المملكة العربية السعودية. تقع السفارة في حي السفارات في الرياض.